# Fernando Barbosa dos Santos
Fernando Barbosa dos Santos CM (* 5. März 1967 in Sertânia, Pernambuco) ist ein brasilianischer Ordensgeistlicher und römisch-katholischer Bischof von Palmares.

## Leben
Fernando Barbosa dos Santos trat der Ordensgemeinschaft der Lazaristen bei. Er studierte Philosophie am Philosophischen Institut der Salesianer in Recife und Katholische Theologie am Instituto Regional de Pastoral in Belém. Zudem erwarb er an der Universidade Federal de Pernambuco in Arcoverde einen Abschluss im Fach Literaturwissenschaft. Barbosa dos Santos legte am 11. Februar 1995 die Profess ab und empfing am 20. Januar 1996 das Sakrament der Priesterweihe.
Barbosa dos Santos war von 1996 bis 1998 als Pfarrvikar der Pfarrei Santo Antônio in Quixeramobim im Bistum Quixadá tätig, bevor er Ausbilder am propädeutischen Seminar der Lazaristen wurde. Von 1999 bis 2000 war er Pfarradministrator der Pfarrei São Pedro e São Paulo in Fortaleza. Anschließend wirkte Fernando Barbosa dos Santos als Ausbilder am Priesterseminar Redemptoris Mater des Erzbistums Belém do Pará. 2002 absolvierte er in Paris einen Kurs in vinzentinischer Spiritualität. Von 2003 bis 2009 war Barbosa dos Santos Provinzialsuperior der Ordensprovinz Fortaleza der Lazaristen. Danach war er als Ökonom der Ordensprovinz Fortaleza tätig. Daneben war Barbosa dos Santos von 2009 bis 2010 Pfarrer der Pfarrei São José in Tucuruí in der Territorialprälatur Cametá und von 2010 bis 2014 Pfarrer der Pfarrei Nossa Senhora dos Remédios in Fortaleza.
Papst Franziskus ernannte ihn am 14. Mai 2014 zum Prälaten von Tefé. Die Bischofsweihe spendete ihm der Erzbischof von Fortaleza, José Antônio Aparecido Tosi Marques, am 28. August desselben Jahres in der Kathedrale São José in Fortaleza. Mitkonsekratoren waren der emeritierte Erzbischof von Belém do Pará, Vicente Joaquim Zico CM, und sein Vorgänger Sérgio Eduardo Castriani CSSp, Erzbischof von Manaus. Fernando Barbosa dos Santos wählte den Wahlspruch Servus Christi Missioni („Diener Christi für die Mission“). Die Amtseinführung in Tefé fand am 21. September 2014 statt.
Am 9. Juni 2021 ernannte ihn Papst Franziskus zum Bischof von Palmares. Die Amtseinführung erfolgte am 22. August desselben Jahres.